# Supercars
Supercars Championship – australijska kategoria wyścigów samochodów turystycznych, mająca obecnie status międzynarodowej serii organizowanej zgodnie z przepisami FIA.
Obecna formuła wyścigów powstała w 1993 roku po modyfikacji przepisów FIA dla grupy A samochodów turystycznych, według których dotychczas odbywały się zawody (zabroniono stosowania napędu na cztery koła oraz turbodoładowania, wprowadzono silniki V8 o mocy rzędu 650 KM). Do końca 1998 roku seria nosiła nazwę Australian Touring Car Championship, od 1999 nazywana była V8 Supercar Championship Series, a od 2017 nosi nazwę Supercars Championship. Zwycięzca serii otrzymuje tytuł australijskiego mistrza samochodów turystycznych.
W roku 2000 powstał niższy szczebel wyścigów tego typu, który obecnie nosi nazwę Super2 Series.

## Mistrzowie
| Rok                                 | Kierowca                            | Samochód                            | Zespół                              |
| Australian Touring Car Championship | Australian Touring Car Championship | Australian Touring Car Championship | Australian Touring Car Championship |
| ----------------------------------- | ----------------------------------- | ----------------------------------- | ----------------------------------- |
| 1993                                | Glenn Seton                         | Ford Falcon                         | Glenn Seton Racing                  |
| 1994                                | Mark Skaife                         | Holden Commodore                    | Gibson Motor Sport                  |
| 1995                                | John Bowe                           | Ford Falcon                         | Dick Johnson Racing                 |
| 1996                                | Craig Lowndes                       | Holden Commodore                    | Holden Racing Team                  |
| 1997                                | Glenn Seton                         | Ford Falcon                         | Glenn Seton Racing                  |
| 1998                                | Craig Lowndes                       | Holden Commodore                    | Holden Racing Team                  |
| V8 Supercar Championship Series     |                                     |                                     |                                     |
| 1999                                | Craig Lowndes                       | Holden Commodore                    | Holden Racing Team                  |
| 2000                                | Mark Skaife                         | Holden Commodore                    | Holden Racing Team                  |
| 2001                                | Mark Skaife                         | Holden Commodore                    | Holden Racing Team                  |
| 2002                                | Mark Skaife                         | Holden Commodore                    | Holden Racing Team                  |
| 2003                                | Marcos Ambrose                      | Ford Falcon                         | Stone Brothers Racing               |
| 2004                                | Marcos Ambrose                      | Ford Falcon                         | Stone Brothers Racing               |
| 2005                                | Russell Ingall                      | Ford Falcon                         | Stone Brothers Racing               |
| 2006                                | Rick Kelly                          | Holden Commodore                    | HSV Dealer Team                     |
| 2007                                | Garth Tander                        | Holden Commodore                    | HSV Dealer Team                     |
| 2008                                | Jamie Whincup                       | Ford Falcon                         | Triple Eight Race Engineering       |
| 2009                                | Jamie Whincup                       | Ford Falcon                         | Triple Eight Race Engineering       |
| 2010                                | James Courtney                      | Ford Falcon                         | Dick Johnson Racing                 |
| 2011                                | Jamie Whincup                       | Holden Commodore                    | Triple Eight Race Engineering       |
| 2012                                | Jamie Whincup                       | Holden Commodore                    | Triple Eight Race Engineering       |
| 2013                                | Jamie Whincup                       | Holden Commodore                    | Triple Eight Race Engineering       |
| 2014                                | Jamie Whincup                       | Holden Commodore                    | Triple Eight Race Engineering       |
| 2015                                | Mark Winterbottom                   | Ford Falcon                         | Prodrive Racing Australia           |
| 2016                                | Shane Van Gisbergen                 | Holden Commodore                    | Triple Eight Race Engineering       |
| Supercars Championship              |                                     |                                     |                                     |
| 2017                                | Jamie Whincup                       | Holden Commodore                    | Triple Eight Race Engineering       |
| 2018                                | Scott McLaughlin                    | Ford Falcon                         | DJR Team Penske                     |
| 2019                                | Scott McLaughlin                    | Ford Mustang GT                     | DJR Team Penske                     |
| 2020                                | Scott McLaughlin                    | Ford Mustang GT                     | DJR Team Penske                     |
| 2021                                | Shane Van Gisbergen                 | Holden Commodore                    | Triple Eight Race Engineering       |
| 2022                                | Shane Van Gisbergen                 | Holden Commodore                    | Triple Eight Race Engineering       |
| 2023                                | Brodie Kostecki                     | Chevrolet Camaro                    | Erebus Motorsport                   |
| 2024                                | Will Brown                          | Chevrolet Camaro                    | Triple Eight Race Engineering       |